# Stomacrustula limbata
Stomacrustula limbata is een mosdiertjessoort uit de familie van de Fatkullinidae. De wetenschappelijke naam van de soort is, als Schizoporella limbata, voor het eerst geldig gepubliceerd in 1886 door L. von Lorenz.